# SK∞ the Infinity
SK8 the Infinity (SK∞ エスケーエイト, Esu Kē Eito, stylisée SK∞ the Infinity) est une série d'animation japonaise produite par le studio Bones. La première saison est diffusée du 10 janvier au 3 avril 2021 au Japon sur les chaînes ABC et TV Asahi et en simulcast en France sur Wakanim, et en Amérique du nord sur Funimation. Quatre OVA sont diffusés le 19 mars 2025, tandis qu'une deuxième saison est en production.

## Synopsis
Reki le protagoniste est un lycéen qui vit dans le sud du Japon et qui fait du skateboard depuis qu'il est petit. Il est passionné par ce sport et crée même ses propres planches. Il participe régulièrement à la course "S" qu'on appelle ainsi car la route descend une montagne en lacet. Cette course est illégale et réputée pour être très dangereuse. Un jour , un nouvel élève nommé Langa arrive dans sa classe. Cet élève vient du Canada et est un ancien snowboardeur. Reki va faire découvrir son sport à Langa, à qui le snowboard manque tant.

## Personnages
Reki Kyan (喜屋武 暦, Kiyan Reki)
Voix japonaise : Tasuku Hatanaka (ja), voix française : Enzo Ratsito
Reki est le protagoniste de l'histoire. Passionné de skate depuis sa plus tendre enfance, il participe à la course " S ". Il fait la rencontre de Langa Hasegawa au lycée, puisqu'ils sont dans la même classe. À la suite d'une chute en skate, il a l'occasion de discuter avec Langa plus sérieusement. Reki a fait énormément de choses pour son nouvel ami : il l'a emmené à la course secrète "S" ; lui a appris à faire du skate et lui a même trouvé un travail : livreur et vendeur dans un skateshop, dans lequel travaille aussi Reki. Leur relation est assez ambiguë, vu que Reki rougit très souvent au contact de Langa. Cependant, au cours de l anime, ce n'est pas plus développé...
Ses cheveux sont rouges et décoiffés. Il a les yeux orange foncé. Il porte toujours un bandana bleu dans ses cheveux. Hormis son uniforme scolaire noir, il porte pratiquement tout le temps un sweat à capuche ample bleu, jaune ou rouge avec comme motif une tête semblable aux chiens de fer de Mario Bros dans un engrenage.
C'est un garçon de nature joyeuse et souriante mais il peut parfois être profondément triste et découragé, comme montré lorsqu'il s'est disputé avec Langa car il se sentait inférieur à celui-ci. Il n’a pas une grande opinion de lui même, ce qui va l’amener à écouter les paroles des autres qui disent qu'il n'est que le "rouquin" que Snow fréquente.
Langa Hasegawa (馳河 ランガ, Hasegawa Ranga)
Voix japonaise : Chiaki Kobayashi, voix française : Grégory Laisné
Langa est né au Canada mais est aussi d'origine japonaise par sa mère. Avec son père, il commence le snowboard très jeune et révèle vite un très grand potentiel. Cependant, à la suite du décès de son père, il perd tout amour pour le snow, sport qu'il n'aimait pratiquer qu'avec lui. Sa mère le voit se renfermer sur lui et décide de déménager dans le sud du Japon pour le changer. Il intègre le lycée de secteur et fait la rencontre de Reki Kyan, un jeune mordu de skate qui est dans la même classe que lui. À la suite de cela, il découvre la course "S" et se passionne pour le skateboard. Il se lie alors d'amitié avec Reki. Etant donné que le snowboard et le skateboard ont certaines similitudes, Langa devient vite très bon. A "S", il se fait surnommer « Snow », en raison de ses techniques d'ancien snowboardeur.
Ses cheveux et ses yeux sont bleus. En dehors de son uniforme de lycée, il porte souvent un jean avec une chemise blanche, qui est parfois au-dessus d’un tee-shirt à col roulé noir.
Il est d’un naturel calme et peu expressif mais peut ressentir de fortes émotions et/ou sensations  comme quand il se dispute avec Reki (tristesse) et apaisement et joie quand il skate avec ce-dernier.
Miya (ミヤ, Miya)
Voix japonaise : Takuma Nagatsuka (ja), voix française : Rémi Gutton
Shadow (シャドウ, Shadō)
Voix japonaise : Kenta Miyake, voix française : Nicolas Justamon
Cherry Blossom (チェリーブロッサム, Cherīburossamu)
Voix japonaise : Hikaru Midorikawa, voix française : Adrien Larmande
Joe (ジョー, Jō)
Voix japonaise : Yasunori Matsumoto (ja), voix française : Laurent Blanpain
Adam (愛抱夢, Adamu)
Voix japonaise : Takehito Koyasu, voix française : Alexandre Gillet
Tadashi Kikuchi (菊池忠, Kikuchi Tadashi)
Voix japonaise : Kenshō Ono (ja), voix française : Thomas Debaene

## Anime

### Production
Le 13 septembre 2020, le site japonais consacré à la culture populaire Mantan Web, appartenant au groupe Mainichi shinbun, indique que le studio d'animation Bones et Hiroko Utsumi (ja) travaillent ensemble sur un nouvel anime original. Le 20 septembre, la série est officiellement annoncée pour une diffusion le 10 janvier 2021. Elle est réalisée par Hiroko Utsumi avec un scénario de Ichirō Ōkouchi, tandis que Michinori Chiba s'occupe du chara design. La série est diffusée dans la case horaire ANiMAZiNG!!! (ja) des chaînes ABC et TV Asahi. L'opening, intitulé Paradise, est interprété par Rude-α. Le premier générique de fin, intitulé Dimensions of the Wind, est interprété par ASH DA HERO, tandis que le second générique de fin, intitulé Infinity (インフィニティ, Infiniti) est interprété par Yūri (優里).
En juillet 2021, un nouveau projet anime est annoncé. En août 2022, il est annoncé que le nouveau projet est composé d'un OVA et d'une deuxième saison. La même équipe principale est aux commandes de ces deux projets.

### Liste des épisodes
| No | Titre en français           | Titre original                                                   | Date de 1re diffusion |
| -- | --------------------------- | ---------------------------------------------------------------- | --------------------- |
| 1  | Snowfall on a Hot Night     | 熱い夜に雪が降る Atsui yoru ni yuki ga furu                      | 10 janvier 2021       |
| 2  | Awesome for the First Time! | はじめてのサイコー！ Hajimete no Saikō!                          | 17 janvier 2021       |
| 3  | Undesired Hero              | 望まない勇者 Nozomanai Yūsha                                     | 24 janvier 2021       |
| 4  | Adam, the Matador of Love   | 愛のマタドール、愛抱夢 Ai no Matadōru, Adamu                     | 31 janvier 2021       |
| 5  | Passionate Dancing Night!   | 情熱のダンシングNight！ Jōnetsu no Danshingu Naito!              | 7 février 2021        |
| 6  | Steamy Mystery Skating?!    | 湯けむりミステリースケート？！ Yukemuri Misuterī Sukēto?!        | 14 février 2021       |
| 7  | We Don't Balance Out        | つりあわねーんだよ Tsuriawanēndayo                               | 21 février 2021       |
| 8  | The Fated Tournament!       | 宿命のトーナメント！ Shukumei no Tōnamento!                      | 27 février 2021       |
| 9  | We Were Special Back Then   | あの時、俺たちは特別だった Ano Toki, Oretachi wa Tokubetsu Datta | 6 mars 2021           |
| 10 | DAP Not Needing Words       | 言葉のいらないDAP Kotoba no Iranai Dappu                         | 20 mars 2021          |
| 11 | King vs Nobody              | キング ＶＳ ザコ Kingu VS Zako                                   | 27 mars 2021          |
| 12 | Our Infinity!               | 俺たちの無限大! Oretachi no Mugendai!                            | 3 avril 2021          |

## Manga
Un spin-off humoristique de l'anime intitulé SK8 Chill out! est diffusé à partir du 11 janvier 2021 sur le site du magazine Young Ace Up de l'éditeur Kadowawa Shoten.
Le 6 février 2021, le dessinateur Kazuto Kôjima annonce sur Twitter l'adaptation de l'anime en manga. Il en est le dessinateur, tandis que 8KEY est chargé de la composition de l'histoire. Hiroko Utsumi (ja) et Bones sont crédités en tant que créateurs originaux. L'adaptation sort en mars 2021 sur la plateforme d'ebooks BookLive!.